# Gonzalo Foure
Gonzalo Enrique Rene Jara Fouere (Santiago de Chile, 25 de abril de 1983), más conocido como Foure, Gonzalo Foure o Gonzalo Fouere, es un percusionista chileno de nueva cumbia chilena.

## Historia
Gonzalo creció en la Villa Naciones Unidas, de la comuna de Peñalolén, en Santiago. Antes de iniciar su camino en el mundo de la música, trabajó en distintas cosas como cuidador de autos, empaque en supermercado y también en una salsoteca.
En su juventud tocó en varias bandas, entre las que destaca el grupo de reggae “Kitra”.
El germen del grupo Santaferia es una banda llamada “La Familia Iskariote” grupo al que se sumaron algunos integrantes para finalmente formar Santaferia en el año 2006. Gonzalo es desde los inicios de la banda el percusionista de congas y timbal bahiano. Adicionalmente ha oficiado de chofer, mánager, productor y encargado de comunicaciones.
A finales de 2018 y en forma paralela a su trabajo en Santaferia, lanza su primer sencillo solista llamado “Camina con cuidado”. En su trabajo solista explora otros ritmos distintos a Santaferia como el reggae y el candombe. La canción “Se enamoró” fue compuesta durante el embarazo de su esposa y nacimiento de su hija.
Entre 2017 y 2020 junto a Cristóbal González Lorca, baterista de la banda “Santo Barrio” tuvo un programa en la radio Universidad de Chile llamado “Huracán Bailable” que buscaba dar mayor visibilidad al movimiento cumbiero en Chile. Previamente había hecho radio comunal en Radio Tierra, Actualmente trabaja en el video oficial de su canción "alegria" .

## Discografía

### Santaferia
- 2011: Le traigo cumbia
- 2013: Lo que va a pasar
- 2017: En el ojo del huracán
- 2019: Hasta el sol te seguiré

### Solista
- 2018: Camina con cuidado (single)
- 2019: No (single)
- 2019: Y me dejaste aquí (single)
- 2019: Se enamoró (single)
- 2020: Alegría (single)